# Jardín Botánico Nacional de Sharjah
El Jardín Botánico Nacional de Sharjah (en inglés: National Botanical Gardens, Sharjah es un jardín botánico localizado en Sharjah, Emiratos Árabes Unidos, de unas 100 hectáreas de extensión que se encuentra en terrenos ganados al desierto en Sharjah. Su código de identificación internacional es SHARJ.

## Historia
Fue patrocinado por la Unesco, creado en el año 1997, siendo diseñado por el horticultor Philip Swindells en estrecha colaboración con el Sheik Sultan bin Mohammed al Qasimi.

## Colecciones
Creado como un jardín coránico, basado en las culturas locales, en el que las plantas que se exponen son las que se nombran en el libro sagrado de El Corán, las plantas medicinales que se han utilizado en la medicina tradicional islámica, y las que menciona el profeta Mahoma.
Este jardín botánico alberga plantas de toda la península arábiga, para su estudio, conservación y preservación.
El diseño del jardín respeta los dos conceptos principales de jardín de las culturas islámicas: 
- el primero se basa en los ambientes áridos típicos (p.e., los conceptos árabes del wadi (lecho de río seco), de Baadiya, de Raudhas, del área arenosa, y del oasis);
- el segundo se caracteriza por diseños de ajardinamiento tales como los conceptos persas de Chahar bagh, de Gulistan y de Bustan.

La base del jardín ofrece una exhibición ordenada de las plantas dispuestas en cuatro cuartos y divididas por canales de agua, con un surtidor o un plano de agua en el centro. 
Los arriates son sumideros, con un sistema tradicional ingenioso motivado por la necesidad de en las irrigaciones reducir al máximo la evaporación del suelo y la transpiración de la planta. 
Las plantas que representan diversos ecosistemas regionales, se muestran en áreas separadas, alrededor del diseño central.